# Fons Sijmons
Fons Sijmons (22 maart 1955 – Gent, 18 juli 2013) was een Belgische muzikant bekend van de The Scabs.

## Carrière[1]
Hij speelde in verschillende groepen waaronder K13, Kadril, Kazzen, Luk Bral, Once More, Starvin' Marvin, The Big Noise en Tom Wolf.  
In 1989 verving hij Berre Bergen als bassist in The Scabs en bleef tot de split van de groep in 1996. 
Daarnaast schreef hij ook muziek voor vele van deze groepen en voor Guy Swinnen, Mozaïk, Walter Grootaers, Bart Van den Bossche, Tiny Mp en Tex. 
Hij overleed in 2013 op 58-jarige leeftijd aan longkanker. 
Zijn dochter, Naomi Sijmons die onder het pseudoniem Reena Riot actief is, was in 2012 finaliste in Humo's Rock Rally.